# Tizi N'Berber
Tizi N'Berber (en kabyle : Tizi n Imaziɣen, en tifinagh : ⵜⵉⵣⵉ ⵏ ⴱⴻⵔⴱⴻⵔ) est une commune située dans la wilaya de Béjaïa en Algérie

## Géographie

### Situation
Tizi N'Berber est distante de 10 km du chef-lieu de daira d'Aokas dont elle dépend et 35 km du chef-lieu de wilaya, Béjaia.
Elle est limitée à l'ouest par la commune de Tichy, à l'est par celle d'Ait Smail, au sud par Ait Tizi (une commune de la wilaya de Sétif) et au nord par celle d'Aokas avec laquelle persiste toujours un litige concernant leurs limites géographiques.
| Tichy            | Aokas                       | Aokas                     |
| Tichy            | Tizi N'Berber               | Aokas Taskriout Ait Smail |
| Ait Tizi (Sétif) | Ait Tizi (Sétif), Ait Smail | Ait Smail                 |

### Transports
La ville est desservie par un réseau de bus :
- Ligne 2 : Aokas — Tizi N'Berber-centre
- Ligne 3 : Aokas — Tiziwal
- Ligne 4 : Aokas — Tizi N'Berber-centre — Tazrourt
- Ligne 4 : Aokas —  Ouagaz — Tazrourt
- Ligne 4 : Aokas — Imdane
- Ligne 5 : Aokas — Tabellout — Tizi N'Berber-centre
- Ligne 6 : Aokas - Tifernin

### Réseau routier
Plusieurs chemins communaux ou de la wilaya traversent la commune, dont :
- Chemin Willaya no 15: Ighil Ouis - 03 Chemin -Tizi N'Berber Centre - AOKAS.
- Chemin Willaya no 16: 03 Chemin - Commune de Taskriout.
- Chemin Communal: Village Tarachouchette - Village Ouagaz - AOKAS.
- Chemin Communal: Tizi N'Berber Centre - Village de Tala khaled - AOKAS.
- Chemin Communal: Tizi N'Berber Centre - Village de Tablout - AOKAS.

### Lieux-dits, quartiers et hameaux
Outre son chef-lieu Tizi N'Berber-centre, la commune de Tizi N'Berber est composée des localités suivantes : Tifernine, Bouamara, Imdane, Tiboualamine, Iourissène, Tazrourte, Bourbia, Taliouine, Tizi Oual, Idlesse, Medkhour, Aroussa, Takoukaout, Timssiet, Agueni N'Tmara, Ighil Ouis, Tizi El Khemis, Timaarest.

## Toponymie
Le nom de la localité est constitué de la base kabyle Tizi signifiant « col (de montagne) » et du second composant berber signifiant « couvrir entièrement et chaudement ». Le nom complet de la localité signifie donc « le col du lieu couvert ».

## Administration et politique

### Santé
La commune dispose d'une polyclinique située au chef-lieu de la commune avec point d'urgence en H24, d'un centre de santé au village Imdane et de plusieurs salles de soins réparties sur différents villages, elle compte aussi un médecin généraliste privé et deux chirurgiens-dentistes privés, ainsi que quatre pharmacies.

### Enseignement
La commune dispose de dix écoles d'enseignement primaire, réparties sur différentes localités, de trois collèges d'enseignement moyen (situés dans les localités de Medkour, Imdane et Tazrourt) et d'un lycée.

### Services publics
La commune accueille deux agences postales (situées à Tizi N'Berber-centre et Imdane), un centre culturel ainsi qu'un détachement de la Garde communale et une brigade de pompiers.

### Sports
La commune dispose de trois stades et d'une salle de karaté-do. Trois associations sportives y exercent : le Club sportif amateur (CSA), la Jeunesse sportive de Tizi N'Berber (JST) et l'Étoile sportive de Tizi N'Berber (EST).

## Sites touristiques
- la cascade de Boumara, située dans le Douar d'Ait Bouaissi;
- les montagnes de l'Issek et Lejamà n'Seyah et environ, situées entre les villages de Tazrourt et Iouricéne;
- des villages kabyles en ruines tels que le village Ighil Wirem Tazrourt;
- la cascade de Ighil Ouis à Ayt Bouaissi.

## Sources, notes et références
1. ↑  Code des agglomérations : 5e recensement général de la population et de l'habitat, vol. 169/2012, Alger, Office national des statistiques, coll. « Collections statistiques », 2012, p. 26.
2. ↑  « Décret no 84-365 du 1er novembre 1984 fixant la composition, la consistance et les limites territoriales des communes », Journal officiel de la République algérienne démocratique et populaire, no 67,‎ 19 décembre 1984, p. 1562 (lire en ligne).
3. ↑  Foudil Cheriguen, Toponymie algérienne des lieux habités (les noms composés), Alger, Épigraphe, 1993, p. 155-156.
4. ↑  B. Mouhoub, « Le RND arrache l'APC de Tizi N'Berber », La Dépêche de Kabylie, 20 décembre 2012 (Lire en ligne).